# 三路站
三路站（朝鲜语：／ Segil yŏk */?）是位于朝鮮民主主義人民共和國江原道元山市的一個鐵路車站，属于江原线和松涛园线。

## 历史
- 1915年8月1日，德源站落成使用。
- 某一天，德源站更名为三路站。
- 2014年9月23日，三路站 - 松涛园站通車。[1]

## 邻近车站
- 江原线

文川站 - 三路站 - 元山站
- 松涛园线

三路站 - 松涛园站